# 洛里尼揚
洛里尼揚（葡萄牙語：Lourinhã，葡萄牙語發音：[loɾiˈɲɐ̃] ⓘ）是葡萄牙里斯本區的市镇，位於該國中南部，始建於1160年，面積147.17平方公里，2011年人口25,735，人口密度每平方公里174.87人。

## 友好城市

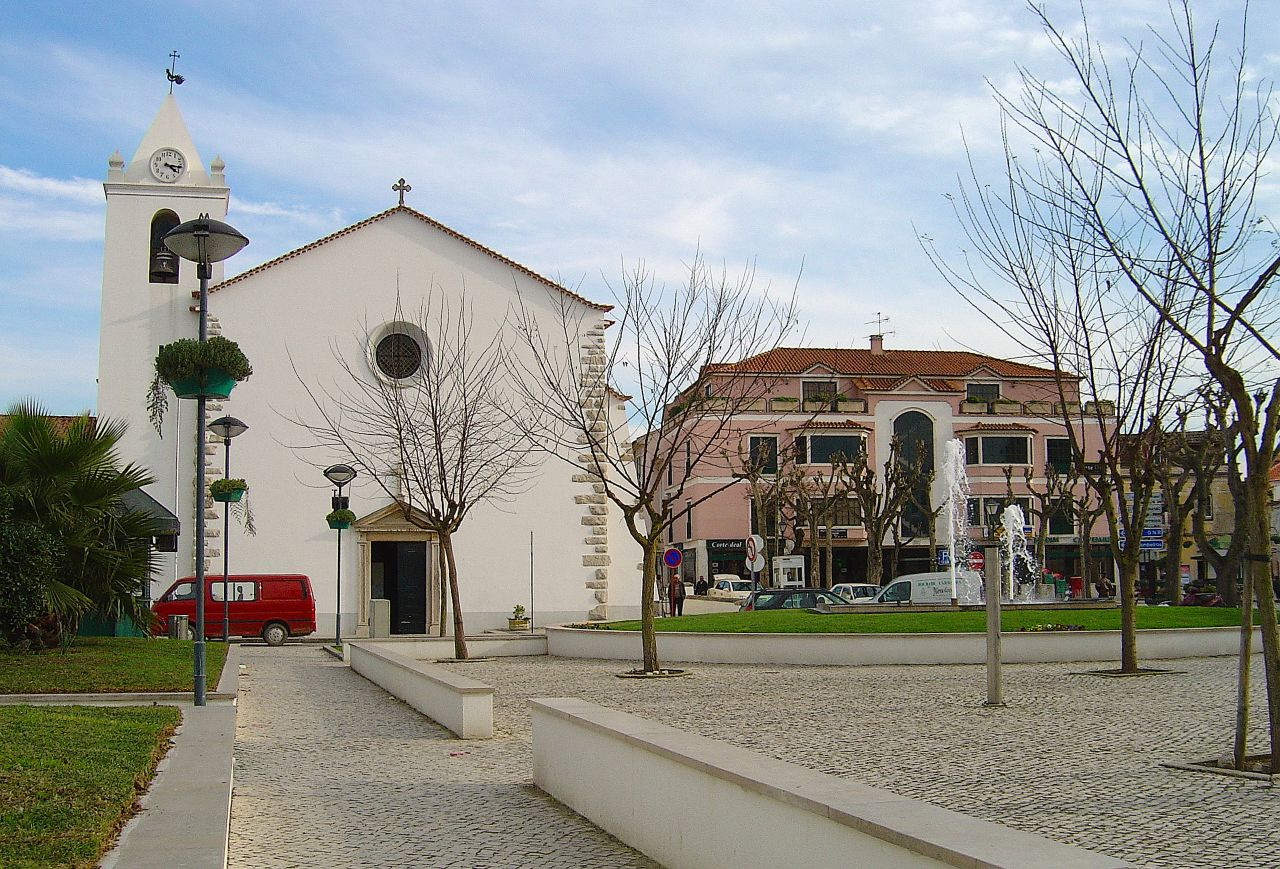

- 法國 德伊-拉巴尔